# Walter Ötsch

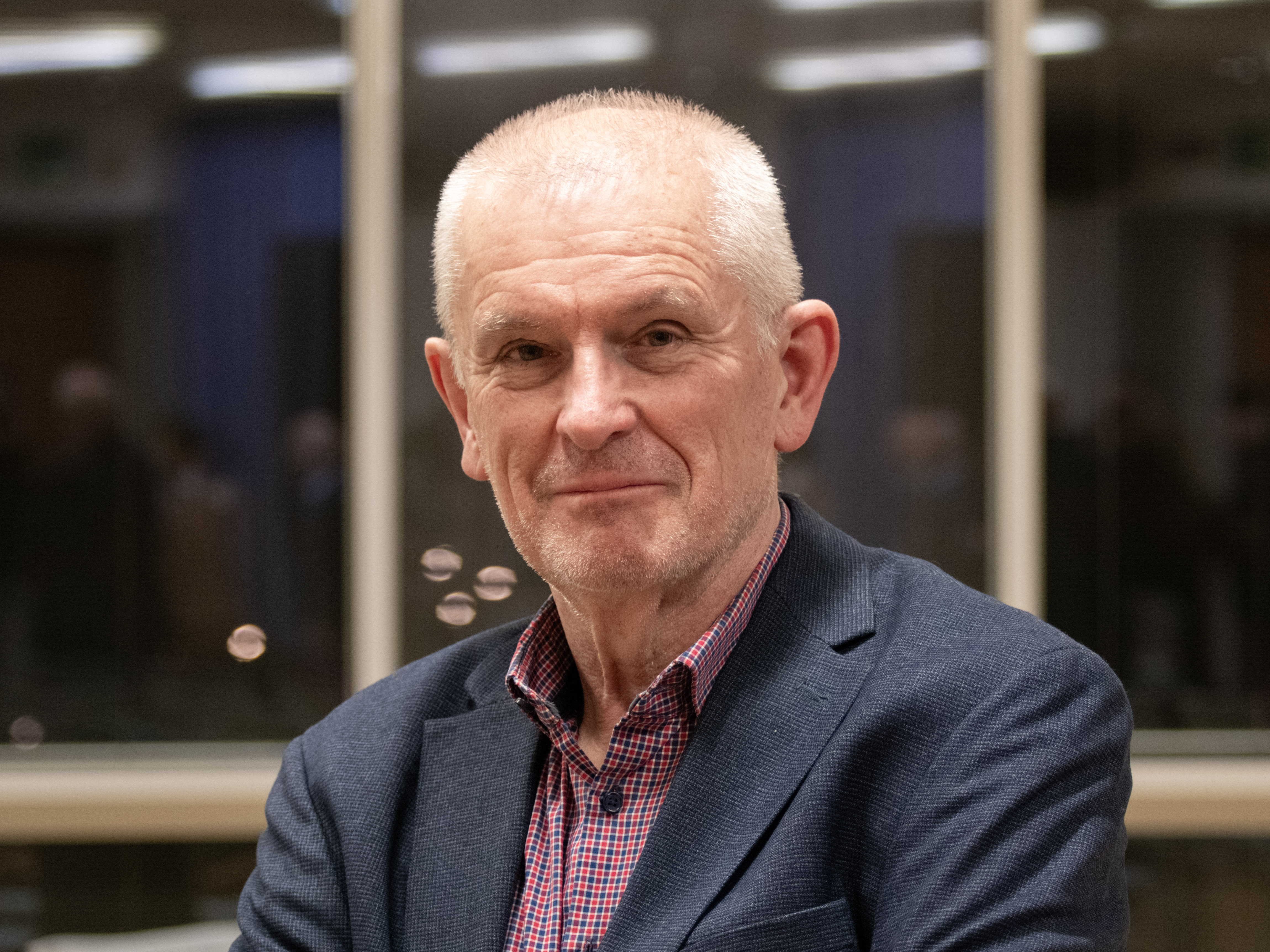
Walter Ötsch (2024)

Walter Otto Ötsch (* 21. Mai 1950) ist ein österreichischer Ökonom und Kulturwissenschaftler.

## Leben
Nach seinem Studium an der Hochschule für Welthandel Wien und der Universität Linz und seiner Dissertation 1980 habilitierte er sich 1990 mit einer Arbeit über Das Sraffa-Paradoxon. Als Hochschullehrer der Johannes Kepler Universität Linz (JKU) gründete und leitet er das gesamtuniversitäre Zentrum für soziale und interkulturelle Kompetenz sowie das (Forschungs-)Institut für die Gesamtanalyse der Wirtschaft. Letzteres strebt interdisziplinäre Forschung im Sinne einer multiparadigmatischen Ökonomik an und will sich auch an gesellschaftspolitisch relevanten Diskussionen beteiligen.
Als Mitbegründer des Forschungsnetzwerks Neurolinguistische Programmierung The International Laboratory for Mental Space Research (ILMSR) wird er als Experte für demagogisch geprägte politische Diskurse von renommierten Medien herangezogen. Seine Untersuchung des „Phänomens Jörg Haider“ ist ein Standardwerk zur Demagogie des jüngeren österreichischen Rechtspopulismus.
Ötsch ist Gründungsmitglied der Gesellschaft für sozioökonomische Bildung und Wissenschaft (GSÖBW) und seit Oktober 2015 an der Hochschule für Gesellschaftsgestaltung als Professor für Ökonomie und Kulturgeschichte tätig.

## Forschungs- und Publikationsschwerpunkte
Hauptforschungsbereiche liegen bei der Kulturgeschichte der Wahrnehmung, des Denkens sowie des Denkens über die Wirtschaft, Bildern von Wirtschaft, Wirtschaft und Kultur, Volkswirtschaftslehre als Kulturwissenschaft sowie kommunikativen Aspekten von Gesellschaft und Politik.
In Mythos Markt versucht er, die Theorie der Propaganda von Hayek und Lippmann mit der neoklassischen Allgemeinen Gleichgewichtstheorie zu verbinden und die weiten Bereiche der vorherrschenden Ökonomik als neoliberales Propagandaprojekt zu beschreiben.

## Schriften (Auswahl)
- gemeinsam mit Silja Graupe, Florian Rommel (Hg.): Spiel-Räume des Denkens. Festschrift zu Ehren von Karl-Heinz Brodbeck, Metropolis Verlag, Marburg 2019, ISBN 978-3-7316-1379-4.
- Netzwerke des Marktes. Ordoliberalismus als Politische Ökonomie (gemeinsam mit Stephan Pühringer und Katrin Hirte). Springer VS, Frankfurt 2017. ISBN 978-3-658-19363-8.
- Populismus für Anfänger. Anleitung zur Volksverführung von Walter Ötsch und Nina Horaczek. Westend Verlag, Frankfurt 2017. ISBN 978-3-86489-196-0.
- Mythos Markt. Marktradikale Propaganda und ökonomische Theorie. Marburg 2009. ISBN 978-3-89518-751-3.
- Der neoliberale Markt-Diskurs. Ursprünge, Geschichte, Wirkungen. Marburg 2009. ISBN 978-3-89518-732-2 (gemeinsam mit Claus Thomasberger).
- Jenseits der Hierarchie. Status im beruflichen Alltag aktiv gestalten. Weinheim 2006. ISBN 978-3-527-50233-2 (gemeinsam mit Johannes M. Lehner).
- Haider Light. Handbuch für Demagogie. Wien 2000, ISBN 3-7076-0047-5.
- Das Wörterbuch des NLP. Das NLP-Enzyklopädie-Projekt. Paderborn 1997, ISBN 3-87387-336-2 (gemeinsam mit Thies Stahl).
- Das Sraffa-Paradoxon. Das gemeinsame Konsistenz-Problem der neoklassischen und Marxschen Gleichgewichtstheorie. Habil., Berlin 1990, ISBN 3-428-06994-3.
- Arbeitslosigkeit und Information. Ein Beitrag zur Kritik der neoklassischen Theorie der Arbeitslosigkeit. Diss., Berlin 1981, ISBN 3-428-05053-3.